# Mamajuana

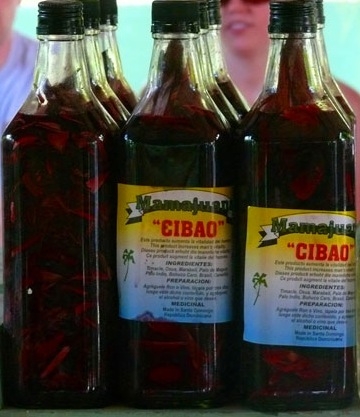
Botellas de mamajuana

La mamajuana (o Mama Juana) es un licor originario de la República Dominicana. Se prepara dejando que el ron, el vino tinto y la miel se empapen en una botella con corteza de árbol y hierbas. El sabor es similar al vino de Oporto y el color es de un rojo intenso.
Las hierbas específicas que componen la mamajuana fueron preparadas originalmente como un té de hierbas por los indios taínos prehispánicos; sin embargo, después de la llegada de Cristóbal Colón, se agregó alcohol a la receta original.
Su popularidad radica también en su supuesto poder para potenciar el desempeño sexual tanto en varones como mujeres (pese a que no hay pruebas que apoyen esto). Existen dos tipos de mamajuana. Una con supuestos beneficios medicinales, la cual está hecha con raíces exóticas, y la otra para supuestamente potenciar el deseo sexual y corregir problemas de disfunción eréctil, elaborada con caldo de calamares y todo tipo de moluscos. Esta última versión de la bebida es la más buscada no solo por los lugareños, sino también por los turistas que pasan unos días en la isla e incluso es exportada a Estados Unidos y también a Europa sobre todo en los bares dominicanos y las tiendas online de licores.
Efecto secundario en hombres inflamación en la zona intima
Se utiliza como antiinflamatorio en golpes, e hinchazones, también se utiliza para desinflamar el vientre después del parto.
Puedes beberlo caliente como un vino caliente si lo deseas, o como un local, con dos cubos de hielo. Va bien con un cigarro dominicano, si eso es lo tuyo.

## Etimología
El vocablo «mamajuana» tiene los mismos orígenes franceses que la palabra inglesa demijohn (damajuana), que se refiere a una gran botella en cuclillas con un cuello corto, generalmente cubierto de mimbre. Se cree que proviene de la francesa Dame Jeanne (Lady Jane), un término que todavía se utiliza para describir este tipo de botella. En los países de habla hispana, Dame Jeanne se transformó en "damajuana", o Dama Juana, y más tarde, en la República Dominicana, en Mama Juana (Madre Jane en su equivalente en inglés). Hay muchas variaciones diferentes de recetas para hacer mamajuana, ya que el nombre se refiere al envase o botella originalmente utilizada para preparar y almacenar la maceración, en lugar de al producto terminado en sí.

## Preparaciones
Existen diferentes formas de preparación con diferentes condimentos de acuerdo a su necesidad.
En términos generales, la mamajuana es una mezcla de corteza y hierbas para remojar en ron (más a menudo ron oscuro pero el uso de ron blanco no es infrecuente), vino tinto y miel. Los ingredientes sólidos (hojas locales, cortezas, ramas y raíces) varían de una región a otra, pero generalmente incluyen algunos de los siguientes:
- Anamú (Petiveria alliacea)
- Anís Estrellado (Illicium verum)
- Bohuco Pega Palo (Cissus verticillata)
- Albahaca (Ocimum basilicum)
- Canelilla (Cinnamodendron ekmanii)
- Bojuco Caro (Cissus verticillata)
- Marabeli (Securidaca virgata)
- Clavo Dulce (Syzygium aromaticum)
- Hojas de Maguey (Agave spp.)
- Timacle (Chiococca alba)

Además de la receta estándar anterior, es común que las personas agreguen otros ingredientes como canela, pasas, fresa, melaza y jugo de limón o lima. Se dice que algunas recetas incluyen carey rallado,  o eje de pene de tortuga marina para un efecto afrodisíaco. El brebaje generalmente se mantiene a temperatura ambiente y se sirve en un vaso de chupito. Al igual que con muchas otras bebidas alcohólicas, cuanto más tiempo el fabricante lo deja reposar, mejor sabe. También se recomienda que al hacer uno en casa con una mezcla de corteza / raíz preempaquetada, primero cure los ingredientes secos con ron blanco. Deseche el líquido después de unos días y luego siga su receta de ron, vino y miel. Al hacer esto, el amargor inicial se libera de la corteza / raíces, lo que hace que el primer lote sea más potable.

## Consumo
La mamajuana está disponible de tres maneras:
- Ingredientes secos preenvasados, que el cliente cura y macera

- Listo para beber, incluidos los ingredientes en la botella

- Listo para beber, filtrado y embotellado

La forma más común de consumir mamajuana en la República Dominicana es limpia o como una infusión a temperatura ambiente.

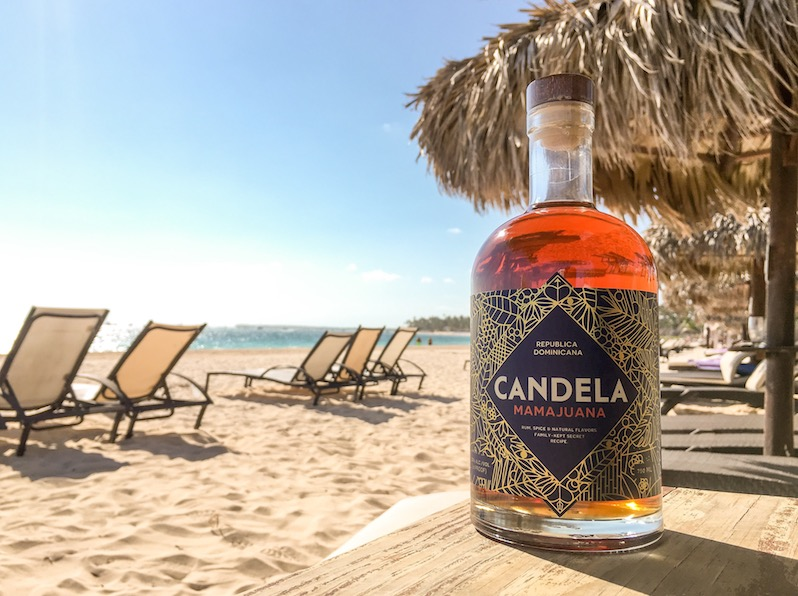
Ejemplo de Mamajuana premium, Mamajuana Candela.

Con la popularización de las marcas listas para tomar, ha habido un interés creciente por la mamajuana entre los mixólogos. Muchos establecimientos en las instalaciones ahora ofrecen recetas de mamajuana en su oferta de cóctel.
En los últimos años, el consumo de mamajuana ha aumentado mayormente y considerablemente, y las marcas comerciales están disponibles en la República Dominicana e internacionalmente. Las marcas listas para beber como Karibú se pueden comprar en tiendas libres de impuestos, centros turísticos y licorerías. Las marcas premium, como Candela, se exportan y venden a nivel internacional.
Además de la República Dominicana, también ha habido un aumento del consumo de mamajuana en Perú, España, Miami y Miami Beach y con la introducción de marcas profesionales, este licor se está convirtiendo en una bebida doméstica mundial.

## Cultura popular
El tema musical El Tiguerón de Jossie Esteban y La Patrulla 15 hace mención a esta bebida.